# Richard Kubus
Richard Kubus (Gleiwitz, 30 maart 1914 - Uelzen, 5 oktober 1987) was een Duits voetballer. 
Kubus speelde voor Vorwärts-RaSpo Gleiwitz, de beste club van de stad. Door zijn goede prestaties werd hij in 1939 geselecteerd voor het nationale elftal om te spelen tegen Slowakije. Duitsland won de wedstrijd met 3-1, toch bleef dit de enige interland voor Kubus.